# 約翰娜·伊莉莎白 (什勒斯維希-霍爾斯坦-戈托普)
約翰娜·伊莉莎白（德語：Johanna Elisabeth，1712年10月24日—1760年5月30日），安哈特-采爾布斯特親王妃，俄羅斯女皇葉卡捷琳娜二世的母親。
約翰娜·伊莉莎白的父親是霍爾斯坦-戈托普的克里斯蒂安·奧古斯特，母親是巴登-杜拉赫的阿爾貝汀·弗蕾德里克。她的兩個哥哥阿道夫·弗雷德里克和腓特烈·奧古斯特分別是日後的瑞典國王和歐登堡公爵。

## 家庭
1727年，約翰娜·伊莉莎白與安哈特的克里斯蒂安·奧古斯特結婚，兩人共有2子2女：
1. 索菲（1729年—1796年），即葉卡捷琳娜二世
2. 威廉（1730年—1742年），早逝
3. 腓特烈·奧古斯特（1734年—1793年），安哈特-采爾布斯特親王
4. 伊莉莎白·烏爾里克（1742年—1745年），夭折